# Urulunguj (rejon priarguński)
Urulunguj (ros. Урулюнгуй) – wieś w Rosji, w Kraju Zabajkalskim, w rejonie priarguńskim. W 2010 liczyła 805 mieszkańców.